# El padre de Quagmire
Quagmire's Dad es el decimoctavo episodio de la octava temporada de la serie Padre de familia emitido en Estados Unidos a través de FOX el 9 de mayo de 2010. La trama se centra en Glenn Quagmire y Dan, su padre, el cual al hacerle una visita confiesa sentirse "una mujer dentro del cuerpo de un hombre. Tras decidir someterse a una operación de cambio de sexo, este debe aceptar la decisión de su padre. Por otra parte, Brian asiste a un seminario, y al volver acaba acostándose con el padre de Quagmire sin saberlo.
El episodio está escrito por Tom Devanney y dirigido por Pete Michels. El capítulo recibió alabanzas por parte de la crítica por su argumento y referencias culturales, además de algunas controversias por parte de la GLAAD. Según la cuota de pantalla Nielsen, el episodio fue visto por 7.22 millones de televidentes. Como artista invitado, Wally Wingert presta su voz a uno de los personajes.

## Argumento
Quagmire anuncia emocionado a sus amigos la visita de su padre Dan, Capitán de corbeta de la Marina. Peter y Joe esperan conocer al hombre que sirvió a Quagmire de inspiración para convertirse en el mujeriego que es ahora, pero cuando este les presenta su padre, la impresión que se llevan es diferente y no tardan en pensar en que Dan es gay tras ver la forma de comportarse de este. A la mañana siguiente, Peter va a su casa para hablar de su padre, Quagmire empieza a sentirse ofendido después de que este empiece a hablar de la orientación sexual de su progenitor, para demostrarle lo contrario, Quagmire invita a Peter, a Joe y a las mujeres de estos a una recepción en la que su padre será homenajeado. Quagmire empieza a sentirse orgulloso cuando los miembros de la marina norteamericana hablan de su padre, sin embargo la cosa cambia cuando estos utilizan palabras de doble sentido alegando la homosexualidad de Dan. Ante tal posibilidad, su hijo le exige explicaciones, su progenitor le explica entonces que no es gay, pero que se siente como "una mujer atrapada en el cuerpo de un hombre" y que tiene planeado someterse a una operación de cambio de sexo.
Cuando Quagmire acude a la casa de los Griffin en busca de apoyo para afrontar el tema de la operación, Lois sugiere a su marido que le acompañe al hospital para que le haga compañía mientras dure el procedimiento quirúrgico, el cual ha sido un éxito, en cuanto al paciente, Dan sale del postoperatorio como "Ida", una mujer rubia. A la noche, Lois y Peter preparan una cena para dar la bienvenida a "la nueva amiga" de Quagmire, aunque Lois, avergonzada, no sabe cómo referirse a "ella". En mitad de la velada empieza una conversación sobre la operación, fruto de la curiosidad de Peter, esto indigna a Quagmire, el cual se niega a aceptar el nuevo estilo de vida de su progenitor. Momentos más tarde en casa de Quagmire, este empieza a discutir con Ida (i.e Dan) por no haberse interesado por cómo podría sentirse por verse obligado a aceptar su transición. Ida, al ver a su hijo defraudado se larga triste de casa.
Por otra parte, Brian asiste a un seminario para hablar de la creación de una webserie, razón por la cual, el can permanece ajeno a lo que pasa en Quahog. En el camino de vuelta a casa, este decide hacer una parada en un hotel para tomar una copa, donde casualmente se encuentra con Ida, quien se encuentra alojada en el edificio. Tras una ligera conversación deciden retirarse a la suite donde finalmente se acuestan. A la mañana siguiente, el can llega a casa, allí les habla a sus dueños de la mujer a la que conoció en un hotel antes de enseñarles la foto que le hizo a la dama con su móvil. No tardan pues en reconocerla y reír a carcajadas. Brian, todavía sin saber nada de la operación de Ida, cree que las burlas de Peter y Lois se debe a que sienten celos, ya que según sus palabras: jamás han sentido a una "mujer de verdad", sin embargo, lo único que consigue es que se rían de él de manera cada vez más histérica. Stewie, que se alegra de verle después de unos días, le pone al corriente de lo que ha pasado este tiempo y empieza a hablarle del padre de Quagmire y su operación de sexo, Brian empieza a burlarse de Quagmire hasta que Stewie le revela el nuevo nombre de él (i.e ella), entonces Brian cambia rápidamente su expresión al enterarse de que con quien estuvo en realidad era con el padre de Quagmire, empezando a sentir náuseas, y vomitando de manera seguida.
Al mismo tiempo, Ida vuelve a casa donde encuentra a Quagmire preocupado por ella, finalmente se reconcilia y accede a aceptar su nueva condición. Ida le explica que ha conocido a alguien, Quagmire se alegra por su padre hasta que descubre de quien se trata. La siguiente escena lleva a un Brian traumatizado, el cual empieza a ducharse de manera compulsiva, hasta que de pronto entra en casa Quagmire enfurecido por interpretar la acción de Brian como un insulto, a pesar de intentar esconderse, este le encuentra y le da una paliza hasta que le deja herido. Quagmire se marcha a casa, no sin antes decirle que no lo quiere ver cerca de su propiedad nunca más, pero Brian, a pesar de las graves heridas mantiene la última palabra y tras llamar la atención de Quagmire, este le dedica unas últimas palabras de manera arrogante: "Eh Quagmire!, me he fo***do a tu padre" (Eh Quagmire!, I fucked your dad) cerrando a continuación la puerta de un portazo.

## Producción
Este es el segundo episodio de Tom Devanney como guionista desde Brian's Got a Brand New Bag, aparte de ser el segundo también del director, Pete Michels antes de la conclusión de la producción de la temporada.
El episodio sirvió de introducción al padre de Quagmire, Dan, (posteriormente Ida), un marine de los Estados Unidos retirado. El personaje fue doblado por Seth MacFarlane.
Además del reparto habitual, como artista invitado, Wally Wingert presta su voz en el capítulo. Ralph Garman, habitual de la serie, y los guionistas Chris Sheridan, Danny Smith, Alec Sulkin y John Viener hicieron actos menores.